# امامزاده طیب‌آباد
امامزاده طیب آباد مربوط به سدهٔ ۸ و ۹ ه.ق است و در شهرستان خمین، بخش کمره، دهستان خرم دشت، روستای طیب آباد واقع شده و این اثر در تاریخ ۲۰ اسفند ۱۳۸۵ با شمارهٔ ثبت ۱۸۰۲۹ به‌عنوان یکی از آثار ملی ایران به ثبت رسیده است.